# Argyractis chrysopalis
Argyractis chrysopalis là một loài bướm đêm trong họ Crambidae.